# Кахора-Баса (ГЭС)

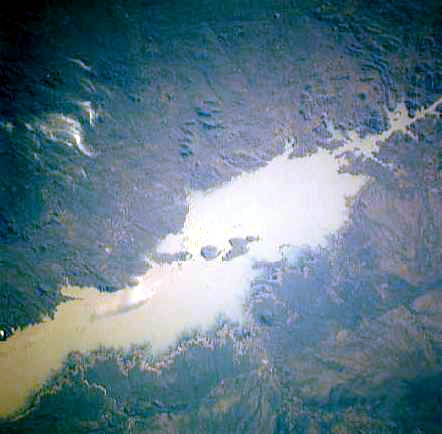
Кахора Басса (водохранилище)

ГЭС Кахора-Баса (также известна под теперь неофициальным португальским названием Кабора-Басса) — крупная гидроэлектростанция в Мозамбике, вырабатывающая до 90 % электроэнергии страны. На момент пуска являлась второй по мощности ГЭС в Африке — после Асуанской.
ГЭС мощностью 2075 мегаватт построена на реке Замбези (провинция Тете) примерно в 700 км от её устья. Плотина была построена с 1969 по 1979 год. Год пуска в эксплуатацию 1974. Высота плотины 171 м, ширина основания 23 м, гребня — 4 м. В разгар строительства там работало более 7.000 человек. Уровень воды колеблется в пределах 36 м. Когда в 1973 году была сооружена плотина Кабора-Басса ГЭС, созданное ею водохранилище было наполнено всего лишь за один сезон дождей.
Через 32 года после провозглашения независимости Мозамбик выкупил у Португалии ГЭС Кабора-Басса. После строительства плотины было образовано искусственное озеро Кахора Басса.
В 2006 году было выработано около 1,920 мегаватт электроэнергии. Для передачи электроэнергии построена высоковольтная линия постоянного тока (HVDC-линия) между гидроэлектростанцией Кабора-Басса в Мозамбике, и Йоханнесбургом, ЮАР. Биполярная ЛЭП может передавать мощность до 1920 МВт при напряжении +/-533 кВ и токе 1800 ампер.